# Stratton Hall
Stratton Hall is een civil parish in het bestuurlijke gebied East Suffolk, in het Engelse graafschap Suffolk. In 2001 telde het civil parish 26 inwoners.